# بهادر أباد (كوهستان)
بهادر أباد (بالفارسية: بهادرآباد) هي قرية تقع في إيران في Kuhestan Rural District. يقدر عدد سكانها بـ 0 نسمة بحسب إحصاء 2016.